# آنا موراليس
آنا موراليس (بالإسبانية: Ana Morales Moreno)‏ هي مصممة رقص إسبانية، ولدت في 1982 في برشلونة في إسبانيا.